# Scandinavium
Le Scandinavium est une salle de spectacles et d'événements sportifs située à Göteborg en Suède. Le complexe fut inauguré en  1971, à l’occasion du 350e anniversaire de la ville. Il est situé dans le quartier des loisirs de Göteborg près du stade Ullevi, du parc Liseberg, de l’Universeum, et du  Museum of World Culture.
Une compétition fut organisée afin de déterminer quel architecte serait choisi pour le dessiner. C’est le danois Poul Hultberg qui fut sélectionné pour la construction initiale et qui fut rappelé pour des travaux d’agrandissement en 1990. Le toit du Scandinavium est une  Paraboloïde hyperbolique inversée similaire à celle du Pengrowth Saddledome de Calgary.
Le Scandinavium a accueilli des championnats sportifs à plus de 50 reprises, notamment le championnat du monde de hockey sur glace en 1981 et en 2002, ou encore la finale de la Coupe Davis. C’est au Scandinavium que l’équipe de hockey sur glace des Frölunda Indians joue à domicile. Il accueille tous les ans le Melodifestivalen, qui désigne le représentant suédois à l’Eurovision et fut le lieu du Concours Eurovision de la chanson 1985. De nombreux artistes de renommée internationale s'y sont produits, notamment : Bob Marley & The Wailers, Iron Maiden, Marilyn Manson, Mamma Mia !, Queen, Justin Timberlake, Elton John.

## Événements
- Championnats d'Europe de patinage artistique 1972
- Championnats du monde de patinage artistique 1976
- Göteborg Horse Show, depuis 1977
- Championnat du monde de handball masculin junior 1977
- Championnats d'Europe de patinage artistique 1980
- Championnat du monde de hockey sur glace 1981
- Finale de la Coupe Davis 1984, 16-18 décembre 1984
- Championnats d'Europe de patinage artistique 1985
- Concours Eurovision de la chanson 1985, 4 mai 1985
- Finale de la Coupe Davis 1987, 18-20 décembre 1987
- Coupe du monde de natation FINA, 1988 et 1989
- Finale de la Coupe Davis 1988, 16-18 décembre 1988
- Championnats du monde de natation en petit bassin 1997
- Finale de la Coupe Davis 1997, 28-30 novembre 1997
- Championnat du monde de hockey sur glace 2002
- Championnat d'Europe de handball féminin 2006
- Championnats du monde de patinage artistique 2008, 16 au 23 mars 2008
- Championnat du monde de handball masculin 2011
- Championnats d'Europe d'athlétisme en salle 2013, du 1er au 3 mars 2013
- Championnats du monde de Floorball 2014, du 5 au 14 décembre 2014
- Championnat d'Europe de handball féminin 2016

## Galerie

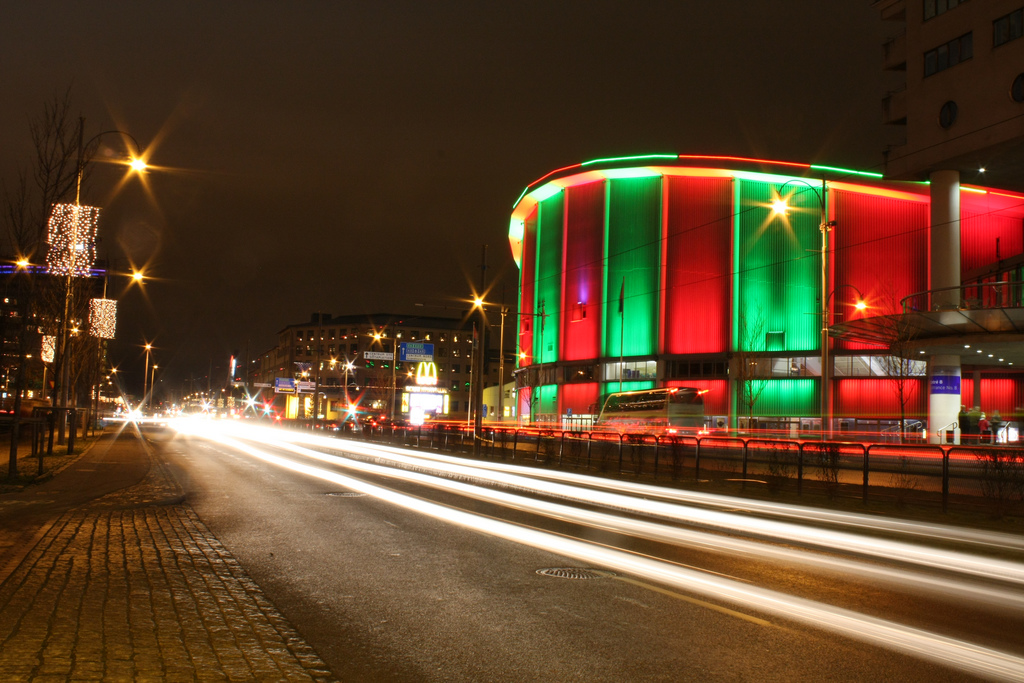
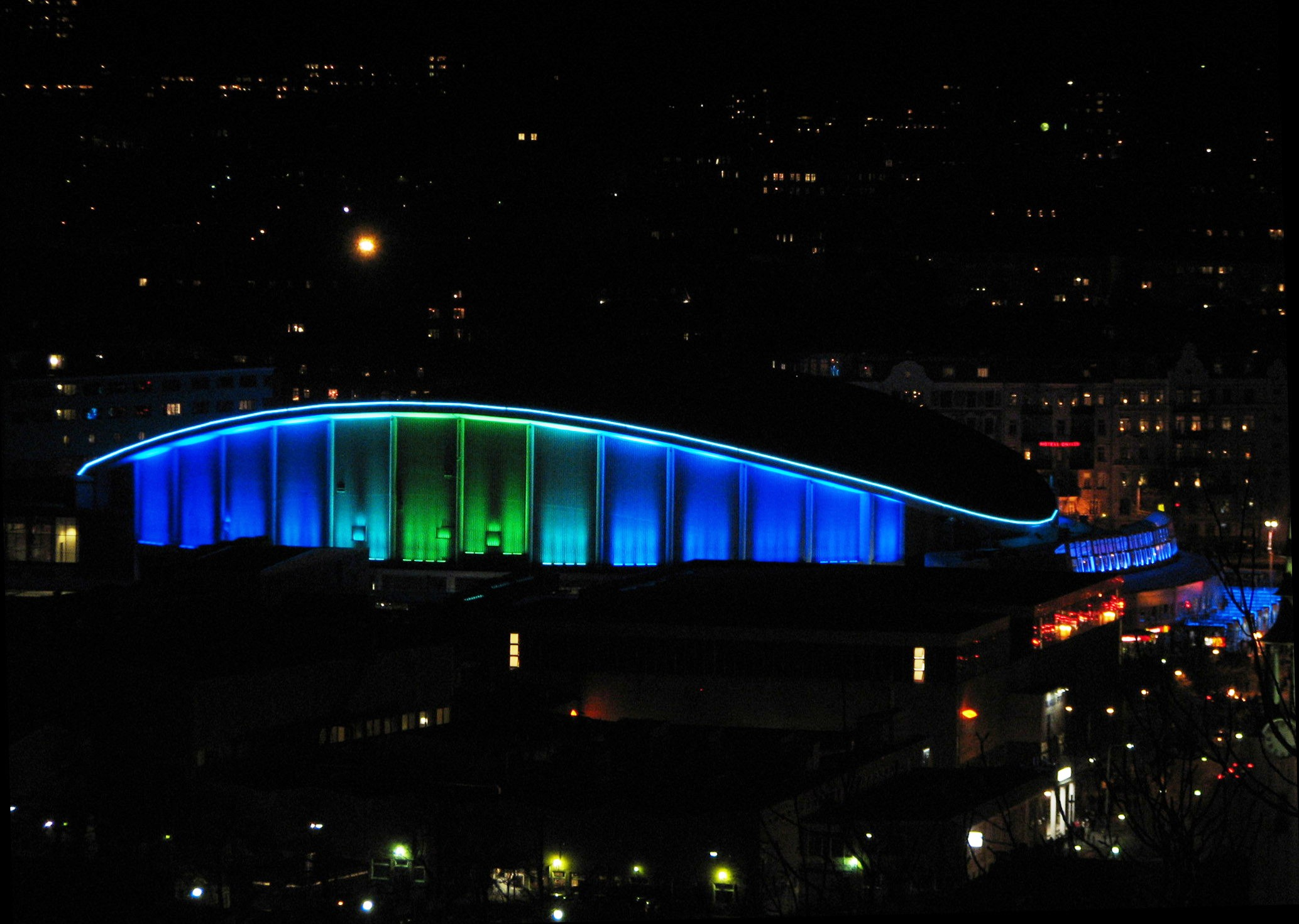
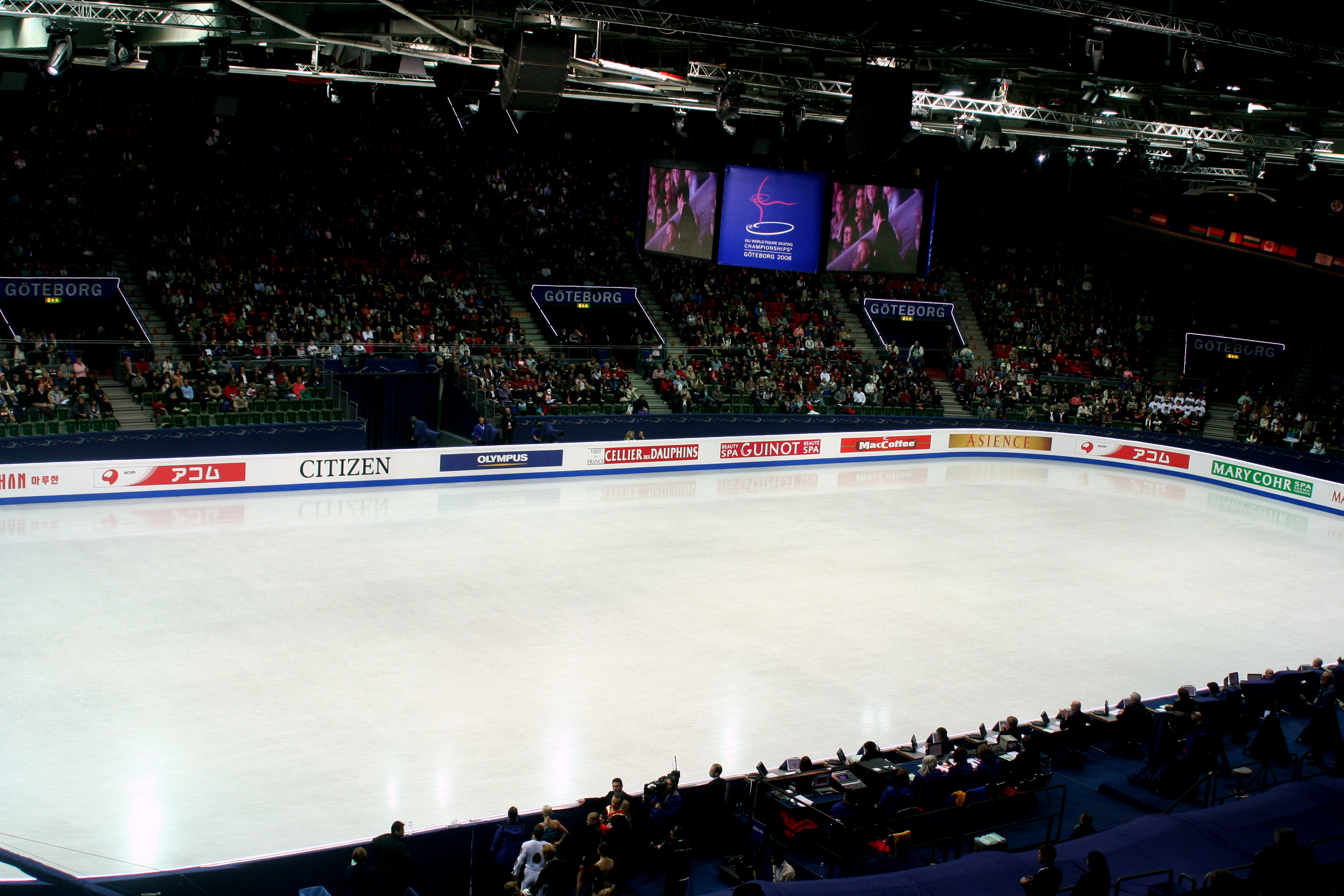